# Fabienne Saint-Omer-Delepine
Fabienne Saint-Omer-Delepine, née le 19 février 1972 à Borre (Nord), est une basketteuse en fauteuil roulant française, évoluant actuellement au club Lille Université Club. Elle fait aussi partie de l'équipe de France de handibasket féminine et a représenté la France aux Jeux paralympiques de Londres en 2012 et de Rio en 2016.

## Carrière internationale
En tant que membre de l'équipe nationale de handibasket, Fabienne Saint-Omer-Delepine a participé aux compétitions suivantes :
- 2007 : Championnat d'Europe, 5e
- 2009 : Championnat d'Europe, 4e
- 2011 : Championnat d'Europe, 4e
- 2012 : Jeux paralympiques de Londres